# Landkreis Prignitz
Landkreis Prignitz är ett län (Landkreis) i det tyska förbundslandet Brandenburg. Länet är uppkallat efter det historiska landskapet Prignitz, och utgör dess västra del.
Landkreis Prignitz ligger norr om förbundslandet Sachsen-Anhalt, öster om förbundslandet Niedersachsen, söder om förbundslandet Mecklenburg-Vorpommern samt väster om länet Ostprignitz-Ruppin. Huvudorten är Perleberg och den största orten är Wittenberge.

## Administrativ indelning
I förvaltningsrättslig mening finns i modern tid ingen skillnad mellan begreppet Stadt (stad) gentemot Gemeinde (kommun). Följande kommuner och städer ligger i Landkreis Prignitz.

### Städer och kommuner
Prignitz är indelat i följande städer (Stadt), Ämter och kommuner (Gemeinde).
| Amtsfria städer                                                                                                 | Ämter med ingående kommuner | |
| --- | --- | --- |
| 1. Perleberg 2. Pritzwalk 3. Wittenberge Amtsfria kommuner 1. Gross Pankow 2. Gumtow 3. Karstädt 4. Plattenburg | 1. Bad Wilsnack/Weisen 1. Bad Wilsnack1, 2 2. Breese 3. Legde/Quitzöbel 4. Rühstädt 5. Weisen 2. Lenzen-Elbtalaue 1. Cumlosen 2. Lanz 3. Lenzen (Elbe)1, 2 4. Lenzerwische | 3. Meyenburg 1. Gerdshagen 2. Halenbeck-Rohlsdorf 3. Kümmernitztal 4. Marienfliess 5. Meyenburg1, 2 4. Putlitz-Berge 1. Berge 2. Gülitz-Reetz 3. Pirow 4. Putlitz1, 2 5. Triglitz |
| 1Amtshuvudort; 2Stad                                                                                            | | |

## Befolkning
Landkreis Prignitz är Tysklands mest glesbefolkade Landkreis, med en befolkningstäthet på endast 37 invånare/km² (2012), att jämföra med hela Tysklands snitt på 226 invånare/km² (2014). Regionen saknar storstäder; största stad är Wittenberge.
I regionen talas traditionellt en östlågtysk dialekt, som idag huvudsakligen antar formen av en enbart talad dialekt med (hög)tyska som skriftspråk.